# 機械力學
機械力學（英語：Mechanical Mechanics）是應用力學及材料力學做為主軸的固體力學，研究物體於不移動情形下承受已知負載、力如何影響運動中物體、不同材料在承受不同種類的應力時如何變形的學問。

## 力學學科
- 固體力學
  - 應用力學
    - 靜力學
    - 動力學

  - 材料力學
  - 彈性力學
  - 塑性力學
  - 損傷力學（破壞力學）
- 熱力學
- 流體力學
  - 空氣動力學（空氣力學）
  - 水力學